# ジュディス・スミンワ
ジュディス・スミンワ・トゥルカ（仏: Judith Suminwa Tuluka, 1967年8月4日 - ）は、コンゴ民主共和国の政治家。民主社会進歩連合党員。第35代コンゴ民主共和国首相。2021年4月1日に首相に指名され、同年5月28日に組閣が発表され、6月12日に同国初の女性首相として就任。

## 経歴
キンペセ出身。父親は駐チャドザイール大使を務めていた。ブリュッセル自由大学で応用経済学の修士号を取得し、卒論として発展途上国に関する報告書を発表。
国連開発計画に参画する前に世界銀行で勤務していた。世界銀行でコンゴ民主共和国東部の開発復興アドバイザーとして支援。その後、コンゴ民主共和国政府経済省に配属され、大統領戦略監視会議（CPVS）のメンバーとなる。2023年3月24日にサマ・ルコンデ内閣の国家計画大臣として入閣。
スミンワ内閣が2024年5月29日に発表された。首相在職中は経済政策のみならず、キヴ紛争の対応に追われることとなる。公約として失業者260万人の雇用創出とAI技術投入を掲げた。

## 人物
チセケディ大統領の友人であるロジャー・トゥルカと結婚。トゥルカとはブリュッセル自由大学の同級生である。